# Mus caroli
Mus caroli é uma espécie de roedor da família Muridae.
Pode ser encontrada nos seguintes países: Camboja, China, Indonésia, Japão, Laos, Malásia, Taiwan, Tailândia e Vietname.